# Aftermath
《Aftermath》是英國搖滾樂團滾石樂隊的第四張錄音室專輯，於1966年4月15日發行。專輯中的歌曲皆由米克·贾格尔、基思·理查兹（Jagger–Richards）所寫。

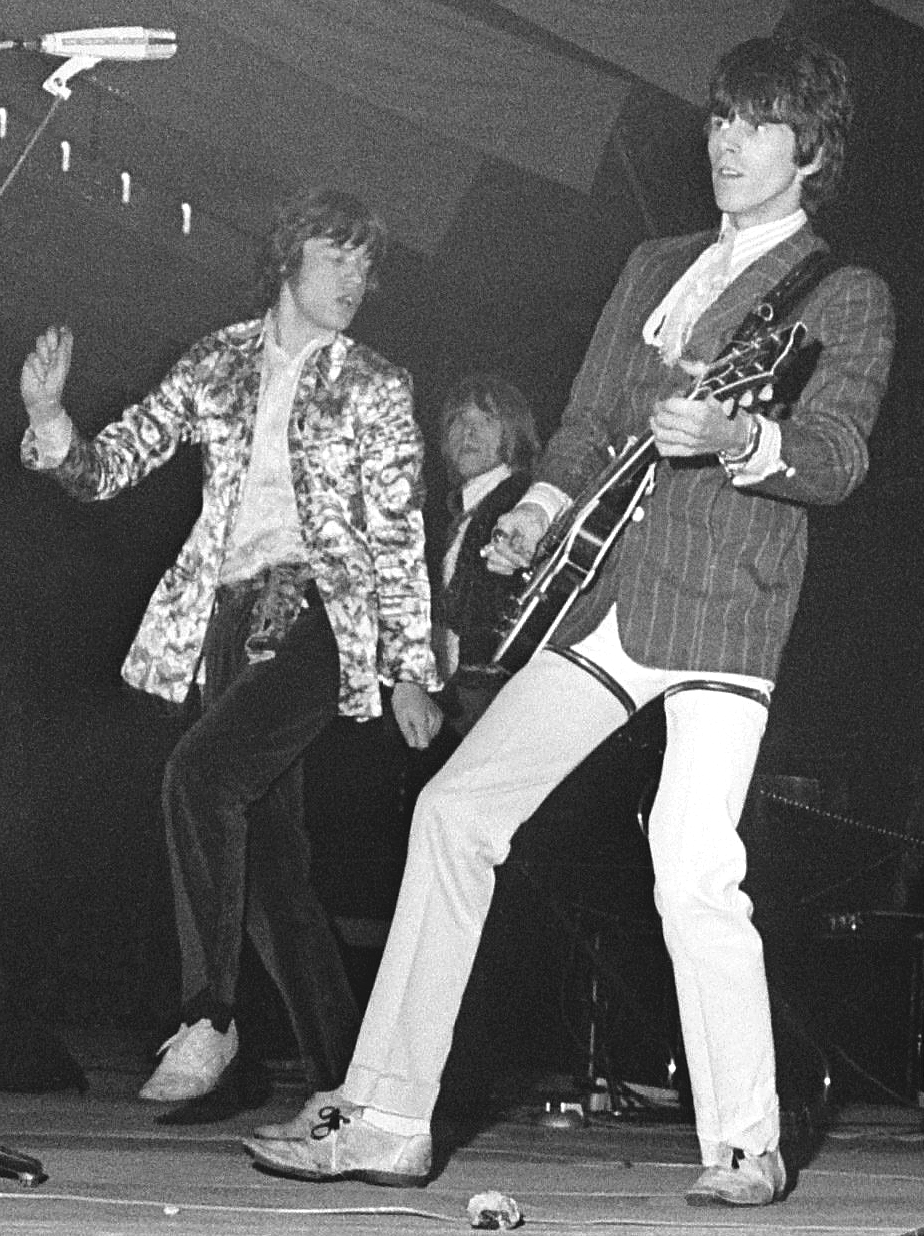
米克·贾格尔與基思·理查兹，兩人的組合Jagger–Richards是滾石樂隊許多專輯的作詞者

布萊恩·瓊斯在這張專輯中使用了許多傳統流行樂不常使用的樂器，如錫塔琴、馬林巴以及日本箏等。《Aftermath》發行後登上英國專輯排行榜第一名。當中收錄有〈Mother's Little Helper〉、〈Paint It Black〉、〈Under My Thumb〉等單曲。